# بيل سويني (لاعب هوكي جليد)
بيل سويني هو لاعب هوكي جليد كندي، ولد في 30 يناير 1937 في جيلف في كندا، وتوفي في 21 مارس 1991.

## وصلات خارجية
- بيل سويني على موقع دوري الهوكي الوطني (الإنجليزية)
- بيل سويني على موقع قاعة مشاهير الهوكي (لاعب أن.إتش.أل) (الإنجليزية)
- بيل سويني على موقع EliteProspects.com (الإنجليزية)
- بيل سويني على موقع HockeyDB.com (الإنجليزية)
- بيل سويني على موقع Hockey-Reference.com (الإنجليزية)